# 이원찬 (1893년)

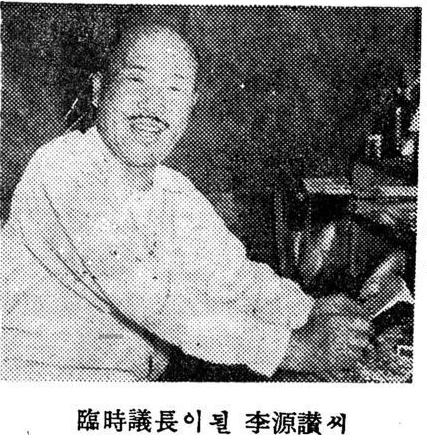
이원찬 (1956년 8월 14일)

이원찬(李源讚, 1893년 5월 14일/5월 10일 ~ ?년 4월 20일)은 일제강점기의 은행원, 관료, 기업인이자 대한민국의 공무원, 정치인, 기업인, 교육자이며 초대 서울특별시의회 의원이자, 1956년 9월 1일부터 9월 6일까지 서울특별시의회 임시 의장이었다. 대한민국 정부 수립 직후에는 교통부 인천해사국장이었다. 창씨명은 하타니 쇼호비루(羽溪松豊)이고, 본관은 우계(羽溪)이다.
보광일어학교를 졸업하고 1912년 8월 동양생명보험주식회사 경성지점에 입사했다가 사직하고, 1915년 일본에 유학하여 주오 대학 법학과에 입학, 학우회에 참여했고, 1918년 7월 주오 대학 졸업 후 귀국하였다. 1918년 8월 한성은행에 입사하여 은행원으로 근무하다 1922년 5월 판임관 공개채용 시험에 합격, 한성은행을 그만두고 귀국하여 관료로 활동했다. 1930년 2월 군수로 승진, 강화군수와 1933년 김포군수, 1934년 가평군수로 부임했다가 1936년 6월 17일 퇴직, 이후 기업인으로 활동했다. 1938년 10월 서울 종로구 대관동 동회 부총대, 1941년~1942년에는 서울 대동상업고등학교 교장, 대동학원 재단 이사를 역임했다. 1943년 6월 11일 충청남도 연기군 전의면장이 되었다.
1945년 10월 미군정 주둔 후 제주해사국 부국장이 되었다. 그뒤 여수항만 부청장을 거쳐 1947년 5월 8일 제주항무서장, 1948년 8월 15일 정부수립 후 교통부 인천해사국장, 1951년 4월 부산해사국장을 역임하고 그해 8월 면직하였다. 이후 기업인으로 활동하다가 1955년 민주당 창당에 참여했다. 1956년 8월 민주당 공천으로 서울특별시의회 의원에 출마하여 당선, 초대 서울특별시 시의원을 역임했다. 1960년 12월 12일의 2대 서울시의원 선거에 종로구 6선거구에 무소속으로 출마했다가 낙선하였다.
1962년 4월 16일 군사정권의 구정치인 정치정화법 대상자로 규제되었다가 1963년 2월 28일 해금되었다.

## 생애

### 생애 초반
이원찬은 1893년(고종 29) 5월 14일 또는 5월 10일 경성부에서 구한 말 참봉과 사관(士官)을 지낸 이교선(李敎善)과 부인 박순칠(朴舜七)의 딸 밀양박씨(密陽朴氏)의 아들로 태어났다. 자(字)와 호(號)는 미상이고, 일본식 이름은 하타니 쇼호비루(羽溪松豊)이다. 그의 생일은 5월 10일인데, 1935년의 조선인사흥신록에는 5월 14일생 설이 전한다.
할아버지는 철종 때의 진사 이재승(李在升)이고, 증조부는 문신이자 시인 분서 이봉녕(李鳳寧)이며, 증조부는 문신이자 시인인 태화 이현상이다. 생조부는 이재정(李在鼎, 초명은 정증(鼎增))이고 생증조부는 택녕(宅寧)이다. 본래는 이상우(李商雨)의 손자 이성석(李聖錫)의 아들 이한우(李漢禹)의 5대손으로, 이한우의 증손 통덕랑 재정의 아들인 아버지 이교선은 이성석의 다른 아들 이한운의 증손 이재승의 양자로 입양왔다. 양할아버지 이재승은 이한우의 형 이한운(李漢雲)의 증손이었다. 아버지 이교선은 9촌 아저씨 이재승의 양자가 되었다.
그의 생조부 이재정(李在鼎)은 행적 기록이 실전됐는데, 2000년대 이후 사마방목을 한글 번역하는 과정에서 통덕랑(通德郞)을 역임한 것이 확인되었다. 이재정의 처음 이름이 이정증인 것은 1900년에 발간한 선원보에 수도군 이덕생(守道君 李德生)의 13대손 이완택(李完澤)의 둘째 사위가 李鼎增 羽溪人으로 기록된 것에서 확인되었다.
위로 이복 형으로, 아버지 이교선의 둘째 부인 추희결(秋羲結)의 딸 안동추씨(安東秋氏)에게서 태어난 이복 형 이원홍(李源弘), 이원백(李源百), 진주강씨 강예(姜藝)에게 출가한 누이 등이 있다. 이복 형 이원홍은 대한제국 때 공립보통학교 부훈도를 역임했고, 이복 형 이원백은 통사랑을 역임했다. 이복 형 이원홍의 사망 소식은 매일신보 1927년 02월 01일자 1면 9단에 부음소식에 실렸다. 그밖에 족보에 실리지 않고, 이름이 알려지지 않은 친형이 1명 있었는데, 1935년 조선신문사에서 발행한 《조선인사흥신록》에 의하면 이 친형은 1930년에 사망했다.
본적지는 경기도 강화군 부내면(府內面)이다. 이후 한때 평양부에 거주했고, 1920년대 후반에는 경성부 옥인동 1번지에 살았다. 이후 김포군청 관사에 거주하다가 1930년대 후반에는 경성부 종로구 훈정동 9번지로 이주했고 다시 경상남도 부산시 서대신동 2가 260로 이주했으며, 경기도 인천시 전동(錢洞) 28번지로 이주했다가 해방 이후 서울로 이주했다.
첫 부인은 탐진최씨인데 일찍 사망하였다. 그는 경주최씨 최석문(崔文錫)의 딸 최원정(崔源貞)과 혼인했는데, 최원정의 이름은 1935년 조선인사흥신록 이원찬 편에 나타난다. 조선인사흥신록에 의하면 부인 최원정은 1895년 1월생이었다.

### 수학과 일본 유학

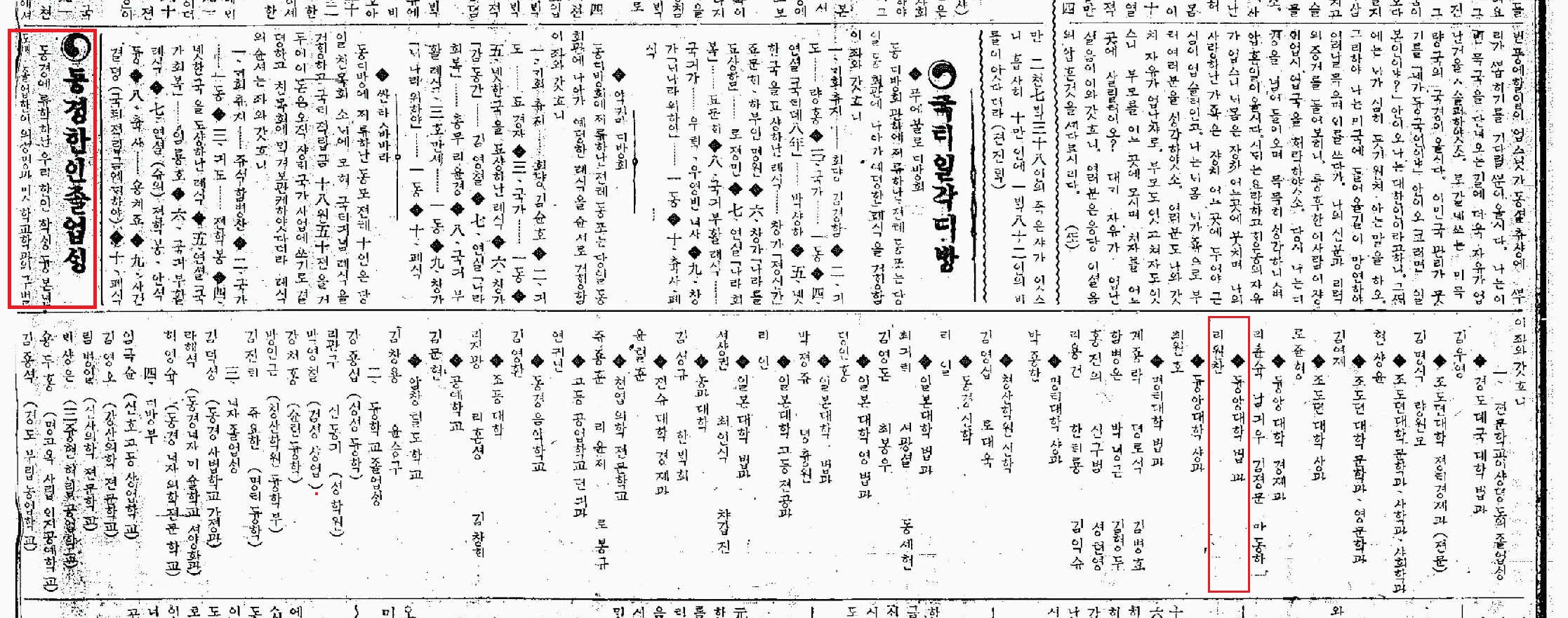
1918년학년도 일본 유학생 중 조선인 졸업생 명단, 1918년 9월 19이자 2면 3~4단 신한민보 기사</br>(두번째 행 오른쪽 일곱번째)

일찍이 한학을 수학하다가, 1905년 배재학당에 입학했다. 그가 배재학당에 입학한 것은 오긍선의 진술로 확인되었다. 어느 시점인지 확인되지 않았으나 얼마 뒤 그는 배재학당을 중퇴하였다.
1907년(광무 10년) 사립 보광일어학교(普光日語學校)에 입학, 1911년 3월 사립 보광일어학교를 졸업했다. 학교 졸업 후 상점 점원과 막일 등을 하다가, 1912년 8월 동양생명보험주식회사(東洋生命保險會社) 경성지점에 입사, 동양생명보험사 경성지점 서기보(東洋生命保險會社 京城支店 書記補)로 근무했다. 그뒤 사직하고 일본으로 건너가 상점 점원과 노동 등으로 직접 돈을 모아 1915년 4월 일본 주오 대학(中央大学) 법학과에 입학하였다. 동양생명보험사 경성지점을 퇴사한 날짜는 기록이 없다.
1917년 신익희, 최두선, 안재홍 등이 주도하여 만든 일본 조선인 유학생 모임인 재일본동경조선유학생학우회(在日本東京朝鮮留學生學友會)에 가입했다. 1917년 9월 30일의 결산총회에 그는 유학생학우회 서무부 부원의 한사람으로 참여했다. 동경유학생 학우회에 가입한 날짜는 기록이 전하지 않는다.
1918년 8월 주오 대학 법학과를 졸업하고 바로 귀국하였다. 그의 졸업은 1918년 9월 19일자 신한민보 도쿄 졸업생 명단에 수록, 보도되었다.

### 은행원 생활과 관료 생활
1918년 8월 1일 한성은행(漢城銀行)에 입사, 남대문로 한성은행 본점 서기가 되고, 1920년 5월 한성은행 도쿄(東京)지점 서기로 발령받아 근무하다가 1922년 5월 사직하고 귀국하였다. 한성은행 직원으로 근무 중 1922년 5월 공채 시험에 합격하여 조선총독부 부속(府屬)에 임명되고, 조선총독부 경무국 보안과 보안계 속(屬)으로 근무하였다.
1922년 4월 21일 조선총독부에서 자동차 면허 취업정지 및 자동차 면허 취소 대상자에 오르게 되었다. 당시 그의 주소지는 평양부 목로리 23번지였다. 자동차 면허 취소 사유는 조선총독부 관보에 실리지 않았다.
1925년 9월 28일 수해이재자 구제회에 수해의연금 70전을 기탁하였다. 1926년 4월 총독부 경무국 도서과 속(屬)으로 발령받아 검열 업무를 담당했다. 1928년 11월 4일 조선총독부속으로 쇼와 천황 즉위 기념 대례기념장을 받았다.
1926년 2월 18일 이완용후작 장례식 장의역원을 정할 때, 영결식장 행렬계원(行烈係) 차석으로 진행에 참여했다. 1926년 3월 사무 시찰차 충청남도를 방문했다. 3월 10일 부여군에 도착 부여군을 시찰한 뒤 백제여관에서 1박하고, 3월 11일 서천군방면을 시찰하였다.

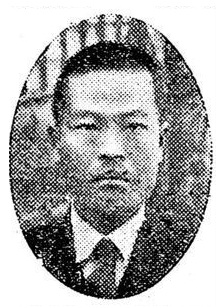
강화군수 재직 시절 (1932년)

1930년 2월 28일자로 경무과 본부 속에서, 조선총독부속에서 군수 8등으로 임용되었다. 3월 1일 조선총독부에서 각 지방 군수 임지를 발표할 때 강화군으로 정해졌다.

### 지방관 근무
1930년 3월 4일 경기도 강화군 재근(在勤)을 명받았다. 3월 15일 조선총독부속에서 군수 8등으로 승진하였다. 그러나 바로 부임하지 않은 사유는 알 수 없다.
3월 11일 오전 9시에 경성에서 열차편으로 강화군으로 도임하였다. 그의 도임 기사는 조선신문 조간 2면 10단에는 있으나, 석간 1면 10단에는 나타나지 않는다. 3월 11일 예정을 바꾸어 오전 8시 40분 열차로 경성을 출발했다 한다.
그해 4월 정8위로 서훈되었다. 1930년 그의 형이 사망하여 가장이 되었다고 한다. 1931년 5월 경기도 강화번영회 발기인으로 참여했고, 5월 31일에는 강화양조(江華釀造) 주식회사의 대주주이자 회사 전무이사가 되었으며, 1932년 6월에는 경기도 강화인삼조합 고문에 추대되었다. 강화군교육회 회장에도 추대되었다.
1931년 2월 1일 강화군 하점면 부근리에서 하점면 내에서 생산하는 직물(織物)사업의 관리 목적으로 황우천(黃祐天) 등과 함께 강화산업조합(江華産業組合)을 창립하였다.
1931년 9월 5일 강화군 부내면에 부지를 마련, 견포 마포 저포 판매 및, 공동 작업장 강화산업조합(江華産業組合)을 조직하고, 대표이사에 취임했다. 여기에는 중역으로 이사 황천우(黃祐天)에게 경영을 일임했다.
1932년 3월 강화군수로 재직 중 고등관 7등으로 승진, 그해 5월 경기도 강화진흥회 조직을 주관, 강화진흥회 발기인으로 참여하고 고문을 지냈다. 1932년 6월 종7위로 승서되었으며, 같은 해 10월 쇼와 5년 조선 국세조사기념장을 받았다. 1933년 4월 23일 강화산업조합 이사장이 되었다. 1933년 4월 19일 경기도 김포군수로 발령되었다. 1934년 6월 고등관 6등으로 승급뒤었고, 8월에 정7위로 승서되었다. 그해 9월 경기도 김포교육회 회장에 추대되었다. 1934년 10월 경기도 가평군수로 발령받아 근무하다가, 1936년 5월 사직하였다.
1936년 평양부의 안전택시(安全택시) 합자회사의 대표이사가 되었다. 그가 안전택시 대표로 취임한 시점은 기록에 없다. 2월 11일 평양부 기림리의 경의유치원에 2천원을 기부하였다. 조선중앙일보의 1936년 2월 11일자 3면 3단에는 제목은 박원찬으로 되어 있으나 본문에는 이원찬으로 나타난다. 그해 만주 집안현의 수재로 2천 명의 이재민이 발생하자, 2월 19일 조선중앙일보사로 10원의 위문 성금을 기탁했다. 동아경제시보사가 편찬한 1935년판 조선은행회사조합요록에는 안전택시는 합자회사로 나타나고 다른 공동대표 최승재(崔昇在)가 대표자로 실려 있다.
1936년 6월 1일 의원면관 발령받았으나, 어떤 이유에서였는지 1936년 6월 17일 가평군수에서 퇴관하였다. 동시에 당일부로 이천자동차주식회사, 강화양조주식회사에 입사하였다. 이천자동차는 그의 6촌 매부 이천응(李天應)이 운영하던 회사였다. 동시에 안전택시 대표 취체역을 사직하였다.

### 기업인 활동

#### 기업인 활동 초기, 광산 개발 참여
1936년 1월 14일 퇴직 직전 금융신탁업인 덕원상회(德源商會)를 평양부 유정동에 설립하고 대표가 되어, 1942년까지 경영하였다. 퇴직 직후인 1936년 강화양조주식회사(江華釀造株式會社)의 전무취체역에 선출되었다.
1936년 5월 4일 강화양조주식회사 대표취체역 김근호의 용퇴로 이원황이 강화양조 취체역 사장이 되었다. 이때 이원찬은 취체역 전무에 선임되었다. 1936년 7월 4일 이천자동차주식회사에 사장으로 이천응(李天應)이 대표로 선출되고, 그는 이천자동차주식회사의 전무 취체역에 임명되었다. 이날 신임인사차 경성일보사, 조선중앙일보사를 방문했다.
1936년 10월 3일에는 경상북도 김천군 어모면에 광산개발 인허가를 받았다. 당시 그는 경성부 훈정동 9번지에 거주 중이었다. 김천군 어모면 옥율동(玉栗洞) 산을 매입, 영남광산사무소(榮南鑛山事務所)를 개설하고, 11월 10일부터 금, 은 채굴을 시작했다. 그러나 광업권은 1년 반만에 취소당하고 광산 채굴에서는 손을 떼게 된다.
1937년 2월 27일 경성부 관수동 155번지의 경충버스 주식회사 창립에 발기인으로 참여하고, 주주이자 경충버스 이사가 되었다. 경충버스의 주요 이사 중 1명은 그의 6촌 매부 이천응이었다. 경충버스 이사직은 1939년까지 유지했다.

#### 이천자동차, 강화양조 경영 참여

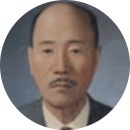
이원찬

1937년 여객화물 운송회사인 이천자동차(利川自動車) 주식회사 전무취체역과 양조회사인 강화양조(江華釀造) 주식회사 대표취체역을 지냈다. 1937년 2월부터는 자동차수선과 부품 판매회사인 주식회사 히카리모터스 취체역과 경충버스(京忠) 주식회사 취체역이 되었다. 4월 1일 이정원(李貞媛)과 이천자동차주식회사의 이사로 선임되었다. 같은 날 이천자동차 지배인은 이원용(李源用), 감사는 이원영(李源瑛), 노상기(盧相基)가 선임되었다.
1937년 4월 1일 강화양조주식회사의 중역 전무이사에 선임되었다. 4월 1일 이천응(李天應)과 경충버스주식회사 이사에 선임되었다.
1937년 4월 15일 경기도 도 평의회 의원 강화군 지역구 예비후보로 입후보했으나, 4월 30일 최종 선발에서 탈락했다. 1937년 7월 30일 강화양조주식회사 주주총회에서 이원찬과 이원황을 대표이사 취체역에서 해임하고 이정원을 감사에서 해임하고, 이정원을 신임 대표취체역으로 선임, 경성부 체부정 206번지 이명규(李明圭)를 감사역으로 선임하여 같은 날 취임했다.
1938년 4월 22일 조선산금령(朝鮮産金令) 제3조 제1항(第3條 第1項)에 의해 광업채굴 면허를 취소당하고, 채굴권을 박탈당했다. 채굴권 취소 사유는 혼수(混水)였다. 1938년 12월 23일에 설립된 자동차 화물 운송회사인 환합운송주식회사(丸合運送株式會社) 감사역이 되었다.
1938년 10월 11일 종로구 훈정동, 묘동, 봉익동, 돈의동을 통합하여 만든 대관정(大關町)의 부총대로 선출되었다. 12월 10일 경성지방법원에서 전인근(田麟根)을 상대로 한 보수금(報酬金) 지급 재판이 진행되었다. 어느 보수금인지는 나타나지 않는다. 1939년 1월 30일에는 경성부 공평정 36번지에서 예종석 등과 금태광업(金泰鑛業)을 창립, 이사가 되었다. 3월 1일 경기도 가평군 가평면 읍내리 443에 있던 화물운송업 회사 주식회사 환합운송(丸合運送)의 감사가 되었다.
1939년 12월 4일 주식회사 히카리모터스(株式會社ヒカリモータース)에서 취체역 해임되었다. 1940년 10월에는 경충버스 주식회사 취체역을 그만두었다. 1939년 인천조선주판매주식회사(仁川朝鮮酒株式會社) 취체역이 되었다.

### 교육 활동과 사회 활동, 공직 복귀

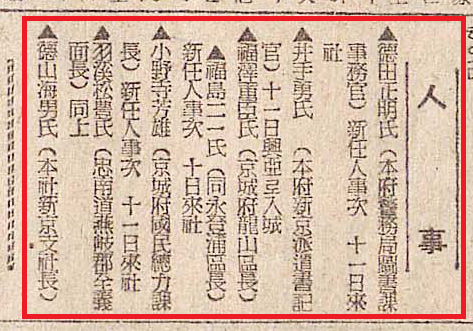
1943년 6월 11일 전의면장 도임 인사차 매일신보 방문 기사
1943년 6월 12일자 매일신보

1940년 5월 15일 일본식 창씨명인 우계송풍(羽溪松豊)으로 개명하였다. 조선총독부 관보 제4065호 1940년 8월 8일자 11면에 금태광업주식회사 대표취체역 이원찬이 소화 15년 5월 15일부로 우계송풍으로 개명변경했다는 기사가 나타난다.
1940년 6월 19일 조선산금령(朝鮮産金令) 시행규칙의 부칙에 의해 영남광업소의 광업면허 인허가를 도로 돌려받았다. 그러나 7월 1일자로 조선산금령 제4조 제1항(朝鮮産金令第4條第1項) 규정에 의해 금제련업(金製鍊業)의 폐지 및 인허가 취소를 당할 때 면허, 인허가를 취소당했다. 1940년 8월 8일 금태광업주식회사의 취체역이었다.
1940년 9월 16일 대동상업고등학교(大東商業高等學敎) 교장이 되었다. 1940년 9월 28일 금태광업주식회사 취체역에서 사직하였다. 10월 15일 재단법인 대동학원 이사가 되었다. 당시 그는 종로구 종로1정목 162번지에 거주하였다. 그해 10월부터 1942년 3월까지 대동학원(大東學園) 재단 이사를 지냈다.
1941년 3월 환합운송 주식회사 감사직을 사직하였다. 1941년 11월 7일 환합운송주식회사(丸合運送株式會社) 감사로 다시 위촉되었다.
1941년 9월 조선임전보국단(朝鮮臨戰保國團) 발기인의 한사람으로 참여하였다. 1942년 3월 15일 재단법인 대동학원 재단이사직에서 사임하였다. 그해 12월 21일 대동상업고등학교 교장직에서 물러났다.
1943년 6월 11일 충청남도 연기군 전의면장(全義面長, 현, 세종특별자치시 전의면)이 되었다.

### 광복과 공무원 생활

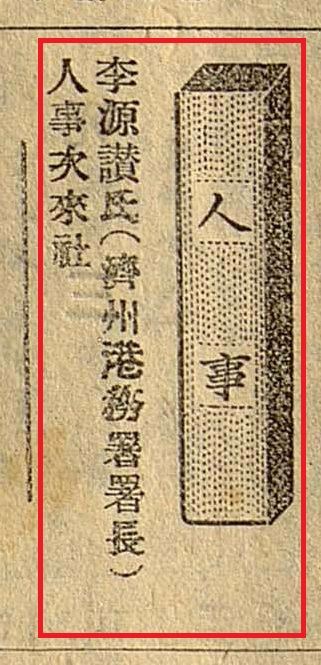
1947년 5월 8일 이원찬 제주항무서 서장 신임인사차 제주신보 방문 기사

1945년 8월 15일 해방 당시 그는 충청남도 연기군 전의면장으로 재직 중이었다.
1945년 10월 미군정 주둔 후 상경, 제주해사국 부국장에 임명되었다. 그뒤 여수항만청 부청장을 역임했다.
1947년 5월 8일 제주항무서장(濟州港務署長)으로 부임, 1948년 4월 8일 여수항만청장(麗水港灣廳長)으로 전임되고 그 뒤 미군정 교통부 해운국 부국장(海運局副局長)을 지냈다. 1948년 8월 15일 정부수립 후 해운국 부국장에 유임되고 교통부 인천해사국이 설치되자, 1949년 교통부 인천해사국장(仁川海事局長)이 되었다.
1949년 1월 반민족행위특별법이 제정되자 김태석(金泰錫)은 그의 도움을 얻어 일본으로 망명하려 했다. 그러나 그는 도움을 거절했고 김태석은 체포됐다. 1950년 2월 무렵 인천시 전동(錢洞) 28번지에 거주 중이었다.
1950년 11월 28일 교통부 부산해사국장에 임명되었다. 이후 한동안 경상남도 부산시 서구 서대신동 2가 260번지에 체류하였다. 1951년 4월 부산해사국장(釜山海事局長)에 재임명되었고, 그해 8월 면직하였다. 그뒤 부산 광복동 1가 5번지에서 하역업 및 운수, 창고회사 협동운수사(協動運輸社)를 운영, 사장을 지냈다.

### 제5편리호 사건과 파면
1951년 7월 11일 부산시 충무동 앞바다에서 제5편리호 침몰 사고가 발생했다. 이때 부산항만청에서는 취항을 허가할 때 본래 정원 54명을 91명으로 늘려주었으며 정원 기타 선박단속에 대하여도 동일한 방법으로 승인한 사실이 감찰위원회 조사 결과 확인되었다.
7월 14일 동아일보와의 인터뷰에서 "선체를 인양한 후에야 침몰원인을 파악할 수 있다. 그러나 해상 기상으로 미루어 볼 때 당일 부산 근해에는 삼각파도(황파)의 습래로 서체가 요동하였을 것이요 선객들의 소동으로 침몰당한 것으로 추측된다. 선박운영에 관한 감독기관으로서 이러한 불상사가 발생한 데 대하여 심심한 책임감을 느낀다. 앞으로 이러한 사고 방지를 위해서는 취체당국과의 긴밀한 운락하에 선박감시초과승객의 취체를 강화하여야겠다." 하였다.
7월 18일, 19일 양일간 부산수상경찰서에서 부산 해사국 해무과장(海務課長) 김정준 외 같은 과직원 5명을 모종의 독직 혐의로 구속 또는 불구속으로 취조하였다. 7월 20일 해사국장 이원찬 역시 앞서 5명과 함께 관련된 독직 혐의로 불구속 취조를 받았다. 부산수상경찰서의 수사 후, 7월 27일 부산지방검찰청 검사 김천수가 제5편리호 침몰 사건 관련자로 전 선주, 해사국장, 해사국 직원 9명, 현 선주, 선장, 승무원 9명을 부산지검에 송치할 때 같이 송치되었다. 그에게 적용된 혐의는 수뢰 및 점유이탈물 횡령혐의였다. 이때 교통부 직원 등도 같이 송치되었다. 이때 그와 이경득은 불구속 기소되었다.
8월 8일 감찰위원회에서 부산해사국 내사 결과 해사국장 외 6명의 직원의 파면을 결정하였다. 8월 11일 감찰위원회에서 관련 직원 전원을 파면할 때, 그도 파면되었다.

### 민주당 창당에 참여

민주당 당기

1955년 2월 20일 부인 경주최씨 최원정이 사망했다. 그는 곧 재혼했는데 재혼한 부인의 성명은 전하지 않는다. 재혼한 부인의 존재는 동아일보 1959년 6월 7일자 3면에 그의 부인이 혜화동 지역 주민의 민원에 동참하여 기사에 보도되었다.
1955년 9월 18일 민주당 창당에 참여했다. 입당 사유에 대해 "구국(救國)운동 셈 치고 가입하라는 권유로 민주당에 가입하였지요.", "그러나 되도록 정치와 행정과는 구별해서 공익에 이바지하겠다."하였다. 1955년 서울 종로로 상경, 동숭동에 거주하였다.  서울시의원에 당선된 후 서울 종로구 혜화동 165번지로 이사, 거주하였다.
12월 14일 민주당 서울 종로을구 지구당 부위원장에 선출되었다. 1956년 7월 10일 민주당 서울 종로을구지구당에서 1956년 대한민국 지방 선거 서울시의원 예비후보를 공천할 때 예비후보자 1명으로 공천되었다. 당내 최종 경선에 통과하였다. 1956년 8월 민주당 공천으로 서울특별시의회 의원에 출마하여 당선, 서울특별시 시의원을 지냈다. 그런데 1956년 대한상공회의소에서 발행한 전국주요기업체명감, 1957년에는 1958년 대한상공회의소에서 발행한 전국주요기업체총람에 협동운수사 대표이사로 등재돼 있다.

### 제1대 서울시의원 활동

#### 1대 서울시의원 전반기
1956년 제1대 지방 선거에 서울특별시의회 초대 시의원 선거 민주당 후보자로 서울 종로구 6선거구에 입후보하여, 8월 1일 당선 확정되었다. 총 득표수는 8,219표였다. 8월 13일 오후 11시 30분 투표 결과 최종 당선 확정되었다.

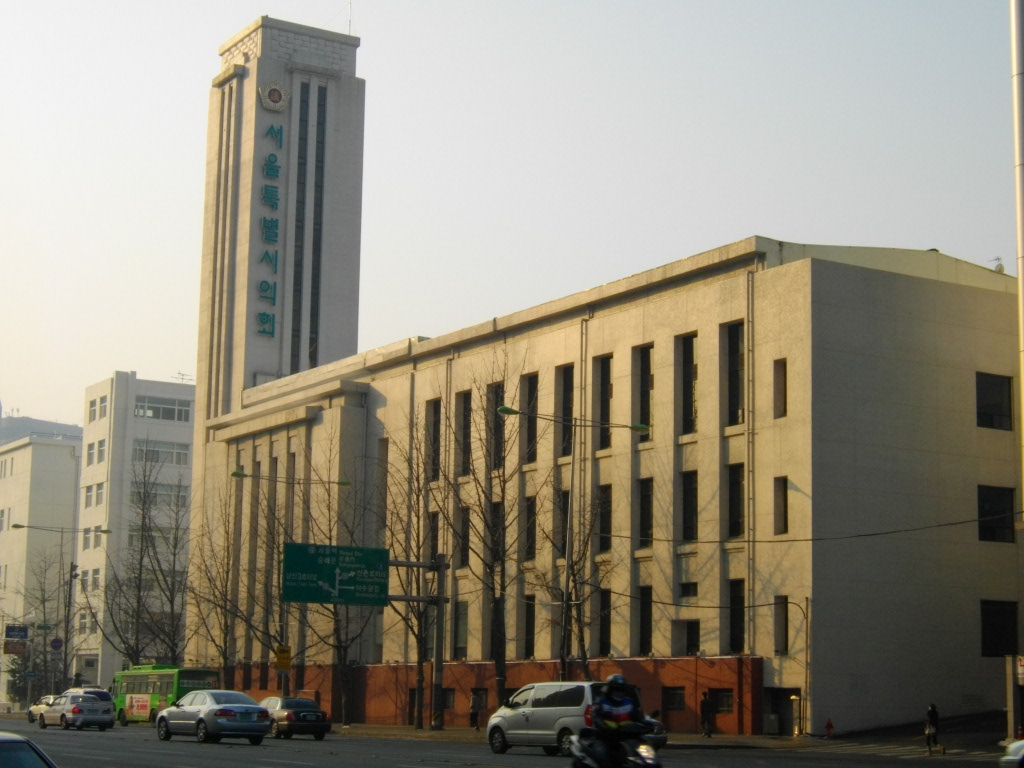
서울특별시의회 청사

8월 15일 서울시의원으로 취임했다. 1956년 9월 1일부터 시의회 정부의장을 선출하는 9월 6일까지 그는 서울특별시의회 임시 의장을 맡아보았다. 서울시의원 중 최고령자였던 그가 임시로 의장직을 맡게 되었다. 9월 4일 민주당 서울시지구당 상임위원회(黨常任委員會)에서 의장  한동석(韓東錫)의 작고로 공석인 당 상임위의장에 선출되었다.
1956년 9월 1일부터 1960년까지 1대 서울시의회에서 그는 초대 서울시의회 전반기에 서울시의회 운영위원회, 내무위원회 위원(1956년 9월 1일 ~ 1957년 9월 1일), 중반기에는 시의회 운영위원회, 사회보건위원회 위원(1957년 10월 1일 ~ 1958년 9월 1일)이었다.
1956년 9월 30일 민주당 전형위원(銓衡委員), 최고위원(最高委員) 5명이 민주당 중앙당 중앙상무위원 50명과 중앙감찰위원 20명을 선출할 때, 당 중앙상무위원(中央常務委員)의 한 사람에 선출되었다.
1957년 9월 제1대 서울시의회 하반기 의장, 부의장 선출에 당내경선에 입후보, 9월 2일 서울시의회 청사에서 열린 민주당 소속 서울시의원 40명의 투표에서 당시 현의장 김진용(金瑨鎔)은 22표, 그는 18표를 받아 낙선하였다.
1957년 10월 21일 민주당 중앙위원회 회합에서 당내 투표로 각 분야 상무위원, 감찰위원을 선출할 때, 민주당 중앙감찰위원의 한 사람으로 피선되었다. 초대 서울시의회 전반기에 그는 민주당 내 소장파 의원의 대표자로 지목되었다. 그는 시의회 의장 선출 및 각 분과위원장 선거시 신파의 지도자 격으로 지목되었다.

#### 1대 서울시의원 후반기
1958년 1월 7일 동아일보에 성명서를 발표하고 민주당을 탈당하였다. 탈당이유를 "당 내(黨內)의 기개 지도자(幾個指導者)의 독재와 횡포 때문에 언제 어떻게 희생될지 몰라탈당하는 것이라"고 성명서에 밝혔다. 1월 11일 당시에는 무소속이었다.
1958년 6월 9일 서울시의회 예산결산위원회 위원으로 피선되었다. 1958년 9월 3일 서울시의회의 의장, 부의장 선출에 1표를 얻어 낙선하였다.
제1대 서울시의회 후반기에는 시의회 징계자격위원회 위원, 산업위원회 위원(1958년 10월 1일 ~ 1959년 9월 1일), 시의회 내무위원회, 징계자격위원회 위원(1959년 10월 1일 ~ 1960년 8월 1일) 위원, 시의회 예산결산위원회 위원(1958년 6월 9일 ~ 1959년 9월 1일) 등을 맡았다.
1958년 9월 27일 서울시의회 내 제2당 시정구락부 소속이었다. 10월 16일 당시에도 시정구락부 소속이었다.1950년대 서울 종로구 혜화동의 한일염직공업주식회사 공장 인근 주민은 소음, 악취로 민원을 제기했다. 1959년 6월 7일 그의 부인이 정관계 요로를 방문, 소음 악취에 대한 민원을 호소하여 동아일보에 보도되었다.
1959년 서울특별시 종로구 훈정동 9번지에서 서울특별시 종로구 혜화동 183번지로 이사했다.

### 생애 후반
1960년의 제2대 서울시의원 선거에는 11월 15일 서울 종로구 제6선거구에 무소속으로 입후보했으나, 12월 12일 선거에서 민주당 후보 우봉운(禹鳳運)은 2,521표, 그는 1,252표를 받아 2위로 낙선하였다. 다시 민주당에 입당했다. 1962년 4월 15일의 경향신문에 발표된 군사정권의 정정법 대상자 명단에는 민주당 간부로 지목되었으나 이때 민주당의 어느 직책에 임명됐는지는 알 수 없다.
1962년 4월 16일 군사정권에서 구 정치인 정치정화법을 공포, 정정법 제3조 1항 5호에 의거 민주당 간부로 정치정화법 대상자 명단에 올랐다. 이어 적격심판 대상자의 명단에 올라갔다. 이때 그는 마포에 거주하고 있었다. 1962년 4월 15일 국가재건최고회의에서 4374명의 구 정치인을 대상으로 정치정화법 대상자로 지정했다.
1963년 2월 28일 정치정화법 해당자에서 해제되었다. 이후의 행적은 미상이다. 사망원인과 지병 여부, 사망 장소는 미상이다.

### 사후
1959년 동아일보에 보도됐던 그의 후처의 행적은 미상이다. 또한 협동운수사의 청산 또는 매각 시점 역시 미상이다.
묘소는 경기도 포천시 일동면 백아리(白鵝里) 뒷산에 있고, 표석이 있다.

## 학력
- 1905년 배재학당 입학
- 배재학당 중퇴
- 1907년 사립 보광일본어학교 입학
- 1911년 3월 사립 보광일본어학교 졸업
- 1915년 4월 일본 주오 대학 법학과 입학
- 1918년 7월 주오 대학 법학과 졸업

## 저작

### 저서
- 《병인양요시실수이후사실 (丙寅洋擾時失守以後事實)》 (1931.03.17.)[114]

### 기고문
- 〈内地の郡市農村を視察して (2)〉, 《朝鮮地方行政 15-12號》 (帝國地方行政學會朝鮮本部, 1936) pp. 108~112

## 약력
- 1922년 5월 공채 시험에 합격하여 조선총독부 속(屬)에 임명, 조선총독부 경무국 보안과 보안계 속(屬)으로 근무하였다.
- 1926년 4월 조선총독부 경무국 도서과 사서계 속(屬)
- 1930년 2월 경기도 강화군수(현, 인천광역시 강화군)
- 1931년 5월 31일 강화양조 전무
- 1931년 6월 강화교육회 회장
- 1931년 6월 강화인삼농협조합 고문
- 1932년 5월 강화진흥회 고문
- 1933년 4월 경기도 김포군수
- 1933년 9월 김포교육회 회장
- 1934년 10월 경기도 가평군수
- 1936년 2월 ~ 평양 합자회사 안전택시 대표이사
- 합명회사 덕원상회 대표이사
- 1936년 6월 17일 경기도 사무관 퇴관
- 1937년 4월 17일 경기도 도평의회의원(강화지역구) 예비후보 입후보, 그해 4월 30일 경선 낙선
- 1938년 10월 11일 ~ 경성부 종로구 대관동 동회 부총대
- 1940년 9월 16일 ~ 1942년 11월 21일 대동상업학교 교장
- 1940년 10월 ~ 1942년 3월 대동학원 재단 이사
- 1942년 11월 21일 대동상업학교 교장직 퇴임
- 1943년 6월 11일 ~ 1945년 8월 25일 충청남도 연기군 전의면장
- 1945년 10월 제주항무서 부청장
- 여수항만청 부청장
- 1947년 5월 8일 제주항무서장
- 미군정 교통부 해운국 부국장
- 1949년 교통부 인천해사국장
- 1950년 11월 28일 교통부 부산해사국장
- 1951년 4월 교통부 부산해사국장 재임명
- 1951년 8월 면직
- 1955년 12월 14일 ~ 1958년 1월 7일 민주당 서울 종로을구지구당 부위원장
- 1956년 8월 ~ 1960년 8월 제1대 서울특별시의원
- 1956년 9월 1일 ~ 1957년 9월 1일 서울시의회 운영위원회, 내무위원회 위원
- 1957년 10월 1일 ~ 1958년 9월 1일 서울시의회 운영위원회, 사회보건위원회 위원
- 1956년 9월 1일 ~ 1956년 9월 6일 서울시의회 임시의장
- 1956년 9월 4일 ~ 1958년 1월 7일 민주당 서울종로을구지구당 상임위 의장
- 1956년 9월 30일 ~ 1958년 1월 7일 민주당 중앙당 중앙상무위원
- 1958년 1월 7일 민주당 탈당
- 1958년 시정구락부에 입당
- 1958년 6월 9일 ~ 1959년 9월 1일]] 서울시의회  예산결산위원회 위원
- 1958년 10월 1일 ~ 1959년 9월 1일]] 서울시의회 징계자격위원회, 산업위원회 위원
- 1959년 10월 1일 ~ 1960년 8월 1일]] 서울시의회 내무위원회, 징계자격위원회 위원
- 1960년 11월 제2대 서울시의원 지방선거에 무소속으로 출마했다가 낙선
- 1962년 4월 16일 군사정부에서 발표한 구 정치인 정치정화법 제3조 1항 5호에 의해 정정법 대상자로 지정
- 1963년 2월 28일 정치정화법 해당자에서 해제

## 가족 관계
1935년 조선신문사에서 발행한 《조선인사흥신록》에 의하면 그 당시 그는 4남 1녀를 두었다 한다. 부인의 이름은 최원정이었다. 1917년에 편찬된 그의 족보에는 1912년 10월 10일생 아들 이성근의 존재가 등장하나 1935년의 《조선인사흥신록》에는 용근 영근 흥근 양근의 4남과 딸 1명이 등재되었다. 아들 성근은 1935년 이전에 사망한 것으로 추정된다.
생조모 전주이씨는 정종의 왕자 수도군 덕생(守道君 德生)의 13대손이자 어산부정 이검(語山副正 李儉)의 8대손 이완택의 딸이다. 1900년 초에 발행한 선원록에 의하면 그의 생 조부 이재정(李在鼎)은 이정증(李鼎增)으로 나타난다. 이정증은 이완택의 딸과 혼인할 당시의 이름이었고 뒤에 이름을 재정으로 개명한 것이다.
- 양 조부 : 이재승(李在升, 1809년 ~ 1853년)
- 생 조부 : 이재정(李在鼎, 1807년 ~ 1840년, 초명은 정증(鼎增)
- 생 조모 : 전주이씨(全州李氏, 1806년 9월 13일 ~ 1848년 7월 7일), 수도군 덕생 13대손 이완택(李完澤)의 딸
- 아버지 : 이교선(李敎善, 1844년 1월 7일 ~ 1911년(?) 12월 24일)
- 어머니(아버지의 원비) : 원주원씨(原州元氏, 1843년 1월 24일 ~ 1879년 8월 6일) 군수 원수봉(元守綘)의 딸
- 어머니(아버지의 계비) : 안동추씨(安東秋氏, 1854년 4월 11일 ~ 1928년 12월 30일), 추희결(秋羲結)의 딸
  - 이복 형 이원홍(李源弘, 1889년 1월 7일 ~  1927년 2월 1일)
  - 이복 형 이원백(李源百, 1893년 3월 12일 ~ 1959년 9월 11일)
  - 이복 형수 의령남씨(宜寧南氏, 1891년 1월 26일 ~ 1974년 8월 11일), 남계근(南啓根)의 딸
  - 누이 : 이름 미상
  - 매부 : 강예(姜藝, 진주인)
    - 외조카 : 강낙주(姜洛周)
    - 외조카 : 강익주(姜翊周)
    - 외조카 : 강필주(姜弼周)
- 어머니 : 밀양박씨(密陽朴氏, 1868년 ~ 1926년 1월 12일), 박순칠(朴舜七)의 딸
  - 형 : 이름 미상(? ~ 1930년)
- 부인 : 탐진최씨(耽津崔氏, 1895년 1월 20일 ~ ? 1913년 1월 이전)
- 부인 : 경주최씨 최원정(崔源貞, 1895년 1월 - 1955년 2월 20일, 경주최씨 최석문(崔文錫)의 딸)
  - 아들 : 이성근(李成根, 1912년 10월 10일 ~ ? 1935년 이전)
  - 아들 : 이용근(李用根, 1913년 11월 7일 ~ 1974년 9월 21일)
  - 며느리 : 경주김씨(慶州金氏, 1915년 10월 2일 ~ 1971년 5월 10일)
    - 손자 : 이금홍
    - 손자 : 이길우, 삼촌 이영근의 양자로 출계
    - 손자 : 이길호
    - 손자 : 이병훈
    - 손자 : 이병호

  - 아들 : 이영근(李榮根, 1920년 8월 17일 ~ ?)
  - 며느리 : 오영근(吳映根, 해주오씨, 1824년 1월 23일 ~ ?), 오순영(吳舜泳)의 딸, 추탄 오윤겸 후
    - 손자 : 이길우

  - 아들 : 이흥근(李興根, 1924년 1월 7일 ~ ?)
  - 며느리 : 경주최씨(慶州崔氏, 1926년 8월 13일 ~ ?)
  - 아들 : 이양근(李陽根, 1932년 8월 4일 ~ 2013년 7월 12일)
  - 며느리 : 이종선(李種宣, 덕수이씨, 1932년 ~ )
  - 딸 : 우계이씨
  - 사위 : 김영민(金永珉), 청주김씨(淸州金氏)
- 부인 : 이름 미상(?  ~ ?), 동아일보에 1959년에 혜화동 악취 문제로 주민과 함께 정관계 인사에게 호소했다는 기사가 나타난다.

## 평가
경성일보의 평가에 의하면 그는 강화군의 산업 려장(勵獎), 김포, 가평의 농진운동에 빛나는 치적을 남겨, 군민(郡民)의 경모의 대상이 되었다(江華の産業勵獎、金浦、加平の農業運動に燦たる治績を殘し郡民の敬慕の的となつねたい) 한다.

## 역대 선거 결과
|  | 0% |

|  | 0% |

## 같이 보기
- 한성은행
- 동경학우회
- 생명보험
- 대동상업학교
- 서울특별시 의회
- 강화군
- 부산지방해양수산청
- 제주지방해양수산청

## 참고 자료
- 朝鮮銀行會社組合要錄(1941년판)
- 東亞經濟時報社
- 서울특별시의회, 《서울특별시의회사: 초대·제2대》 (서울특별시의회, 2002) 159페이지
- 朝鮮新聞社 朝鮮人事興信錄編纂部, 《編朝鮮人事興信錄》 (朝鮮新聞社, 1935) 523페이지
- 건국십년지간행회, 대한민국건국10년지(건국십년지간행회, 1956) 1071페이지
- 내외홍보사, 대한민국인사록 人事錄, (내외홍보사, 1950) 135페이지
- 서울특별시사편찬위원회, 향토서울 51호 (서울특별시사편찬위원회, 1992) 149페이지
- 국사편찬위원회, 《일제침략하 한국 36년사》9권, 10권 (국사편찬위원회, 1975)
- 김인덕, 〈학우회의 조직과 활동〉, 국사편찬위원회, 《국사관논총 66》, (국사편찬위원회, 1995) 121페이지
- 대한연감사, 《대한연감 1958년판》 (대한연감사, 1958) 233~234페이지
- 日本 中央大學, 《中央大學우리同窓會 창간호(1933―06―25)》 (中央大學同窓會, 1933) pp.84
- 日本 中央大學, 《中央大學우리同窓會 회원명부(1935―06―10)》 (中央大學同窓會, 1935) pp.4